# Stroiter Bach
L'Stroiter Bach (en Baix alemany Streoter Beek) és un dels dos rierols font del Krummes Wasser al nord de la ciutat d'Einbeck a l'Estat de Baixa Saxònia a Alemanya.
Neix al nucli de Stroit del municipi d'Einbeck i desemboca a la barriada de Kuventhal al Krummes Wasser que desguassa via l'Ilme, el Leine, l'Aller i el Weser al mar del Nord. Rega a més els pobles de Brunsen i Voldagsen.

## Afluent
- El Mühlenbeck

## Galeria

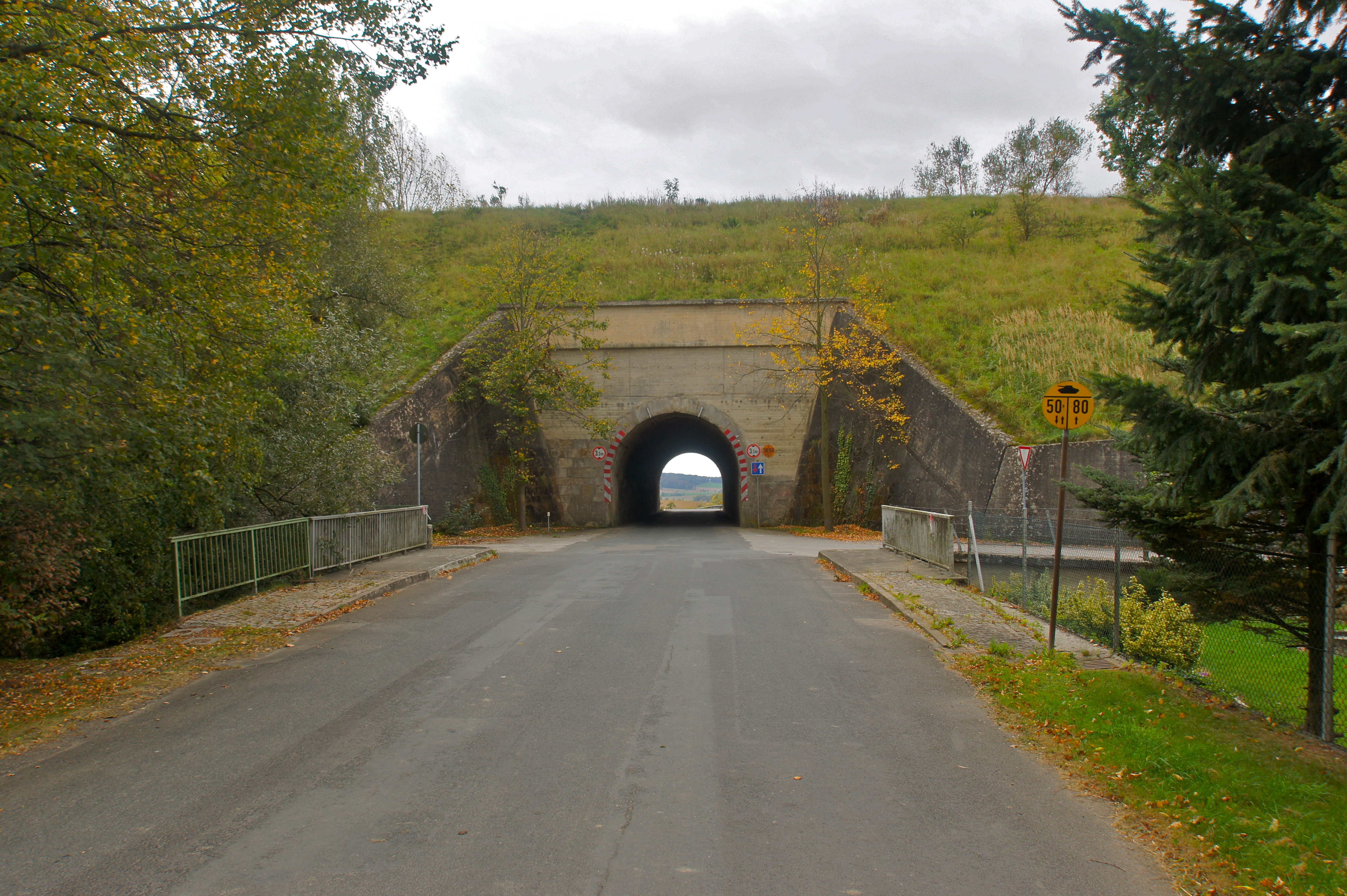
Pont al rierol de la carretera K657 al talús del ferrocarril Kreiensen-Holzminden
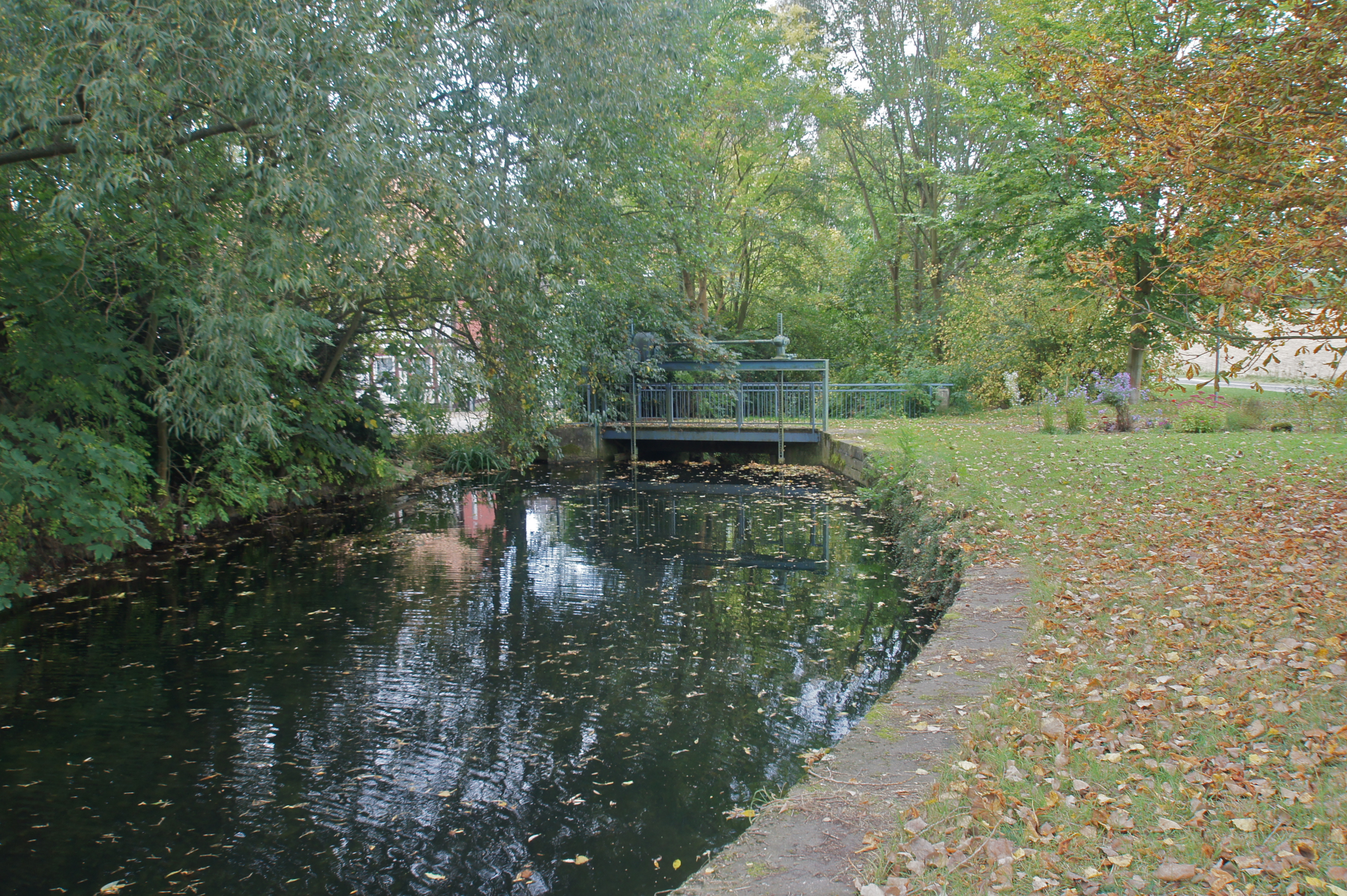
La resclosa de desguàs de l'antic molí a Voldagsen
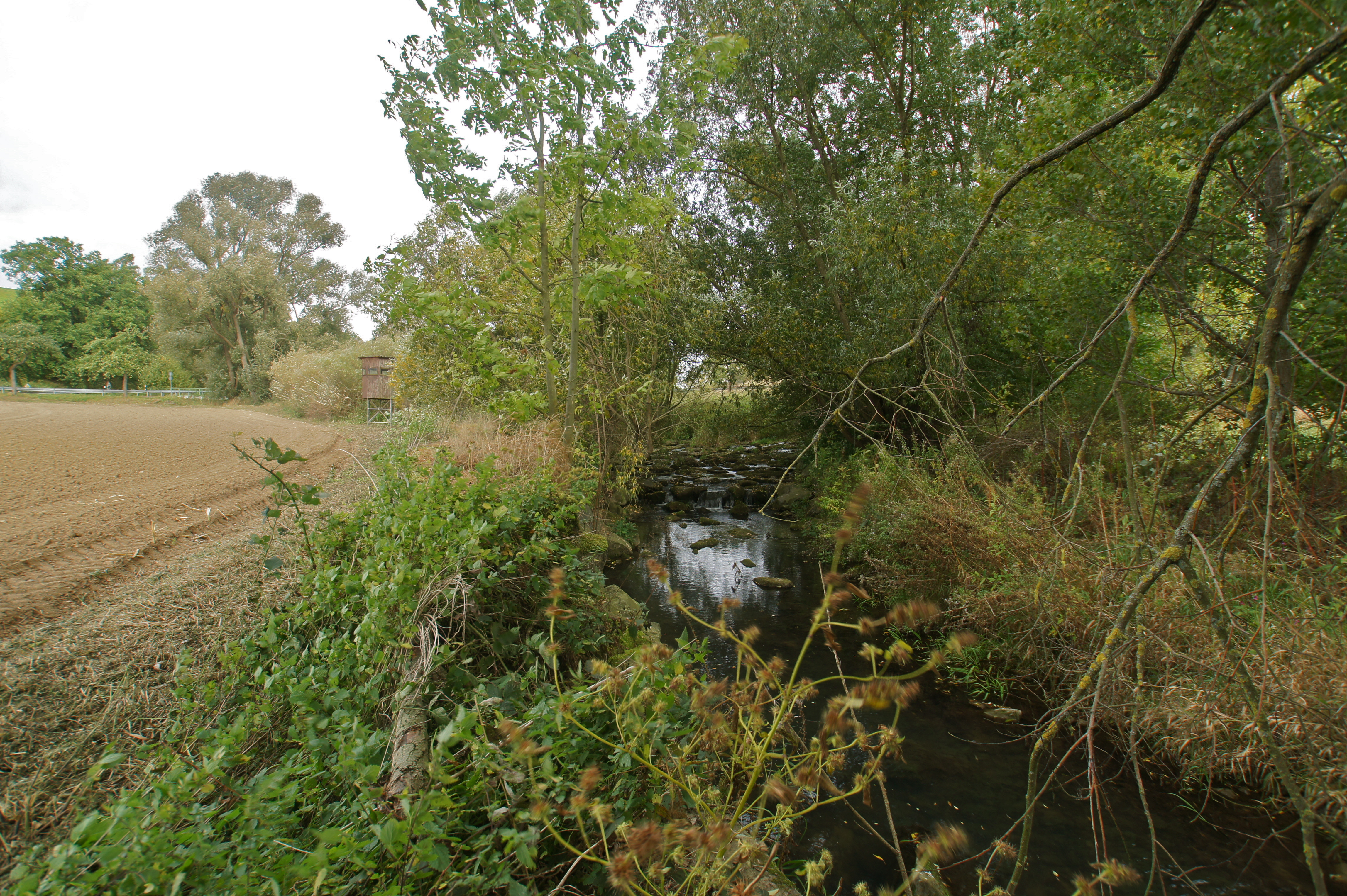
L'aiguabarreig de l'Hillebach (esquerra) i de l'Stroiter Bach (dreta).